# Avraham Chajim Šag
Avraham Chajim Šag (hebrejsky: אברהם-חיים שאג, rodným jménem Avraham Chajim Cvebner, אברהם-חיים צוובנר, žil 1887 – 6. prosince 1958) byl sionistický aktivista, izraelský politik a poslanec Knesetu za stranu Sjednocená náboženská fronta.

## Biografie
Narodil se v Jeruzalému v tehdejší Osmanské říši (dnes Izrael). Absolvoval náboženská studia na ješivě Torat Chajim. Patřil mezi zakladatele dnešního města Kfar Saba. Byl také zakladatelem výborů městských čtvrtí Jeruzaléma Bajit va-Gan, Romema a Ge'ula. Vedl v Jeruzalému ješivu.

## Politická dráha
Byl jedním ze zakladatelů hnutí Mizrachi v dnešním Izraeli. V roce 1936 se stal předsedou náboženské rady v Jeruzalému. Zasedal v shromáždění Asifat ha-nivcharim.
V izraelském parlamentu zasedl po volbách v roce 1949, kdy kandidoval za Sjednocenou náboženskou frontu. Byl členem výboru pro prozatímní ústavu, výboru finančního a výboru pro veřejné služby.